# Andries de Witt
Andries de Witt (Dordrecht, 16 juni 1573 - Dordrecht, 26 november 1637) was raadpensionaris van Holland tussen 1619 en 1621. Hij was de opvolger van Johan van Oldenbarnevelt.
Hij was een lid van het geslacht De Witt; zijn broer was Jacob de Witt, de vader van Johan de Witt en Cornelis de Witt.